# Eve Angel
Éva Dobos (Budapest, 19 de mayo de 1983), más conocida como Eve Angel, es una actriz pornográfica, actriz de cine y modelo de glamour húngara retirada. En 2009 ganó el Premio AVN a la artista femenina extranjera del año. En 2013 apareció en la película húngara de comedia negra titulada Heavenly Shift.

## Biografía
Éva Dobos nació en Budapest, Hungría. Es la segunda hija de su familia, tiene una hermana menor y un hermano mayor con quien gestiona una empresa de diseño. Durante sus años en la escuela primaria, Éva no era muy diferente de sus compañeros de clase, e incluso era algo tímida. Éva era una chica muy atlética, le gustaba mucho practicar deportes y practicó todo tipo de ellos. Mientras estaba en la escuela secundaria desarrolló una fuerte actitud, socializaba con todos y se convirtió en una amante de las fiestas. Éva tuvo su primera experiencia sexual cuando tenía 17 años, y al terminar la secundaria, decidió desenvolverse en la industria para adultos.
Éva entró en la pornografía con la ayuda de una amiga suya que formaba parte de esa industria, y le habló de la posibilidad para que iniciase en esa actividad. Como todavía no tenía los 18 años de edad, Éva se dedicó a aprender todo lo posible acerca de las modelos. Tan pronto cumplió la mayoría de edad entró en la industria del entretenimiento para adultos, poniendo en práctica todo lo que había aprendido.

## Carrera profesional

### Comienzos en el porno

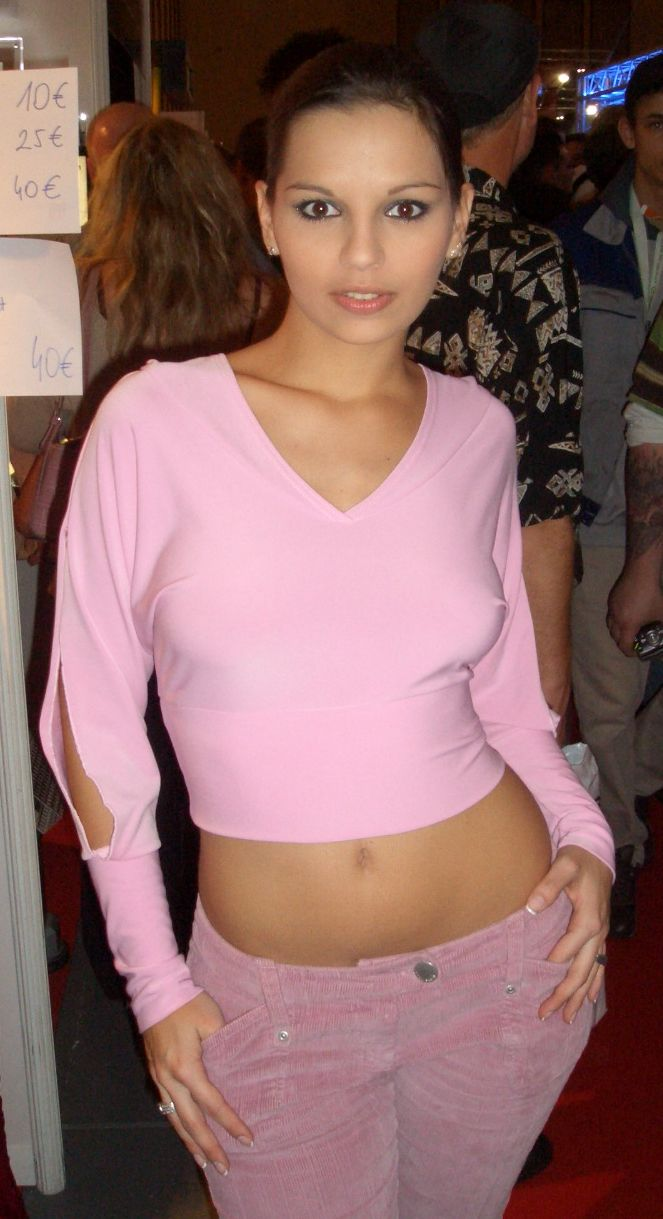
Eve Angel en Venus Berlín 2006.

En los primeros años de su carrera filmó algunas películas hardcore, principalmente en las producciones de directores como Pierre Woodman y Viv Thomas, que incluían escenas de doble penetración y felaciones. La mayoría de estas películas las realizó bajo los seudónimos de Severine y Servine.
En 2002 se estrenó la primera película interracial de Éva, titulada Eighteen 'N Interracial 4, que realizó con tan solo 18 años de edad. Poco después, en ese mismo año, Éva realizó su segunda película interracial y una de las más destacadas de su carrera cinematográfica, titulada Orgy World 3: The Next Level!. En ambas películas Éva fue acreditada con el alias de Servine, y fueron producidas por el actor y director estadounidense de películas pornográficas T.T.Boy. Eve Angel confesó que al principio de su carrera quería estar en la industria pornográfica por el dinero y los viajes, luego lo hacía porque era algo que le divertía y disfrutaba.

### Retiro de las películashardcore
Eve Angel abandonó por completo su participación en las escenas hardcore con hombres en 2003, presentándose exclusivamente en escenas de softcore y en solitario. Desde ese entonces, Eve empezó a trabajar solamente con mujeres de las cuales dice disfrutar mucho más, siendo la filmografía de Eve de películas lésbicas en su mayoría. Sin embargo, en su vida sexual privada prefiere a los hombres, por lo que decidió mantener su actividad heterosexual en privado.

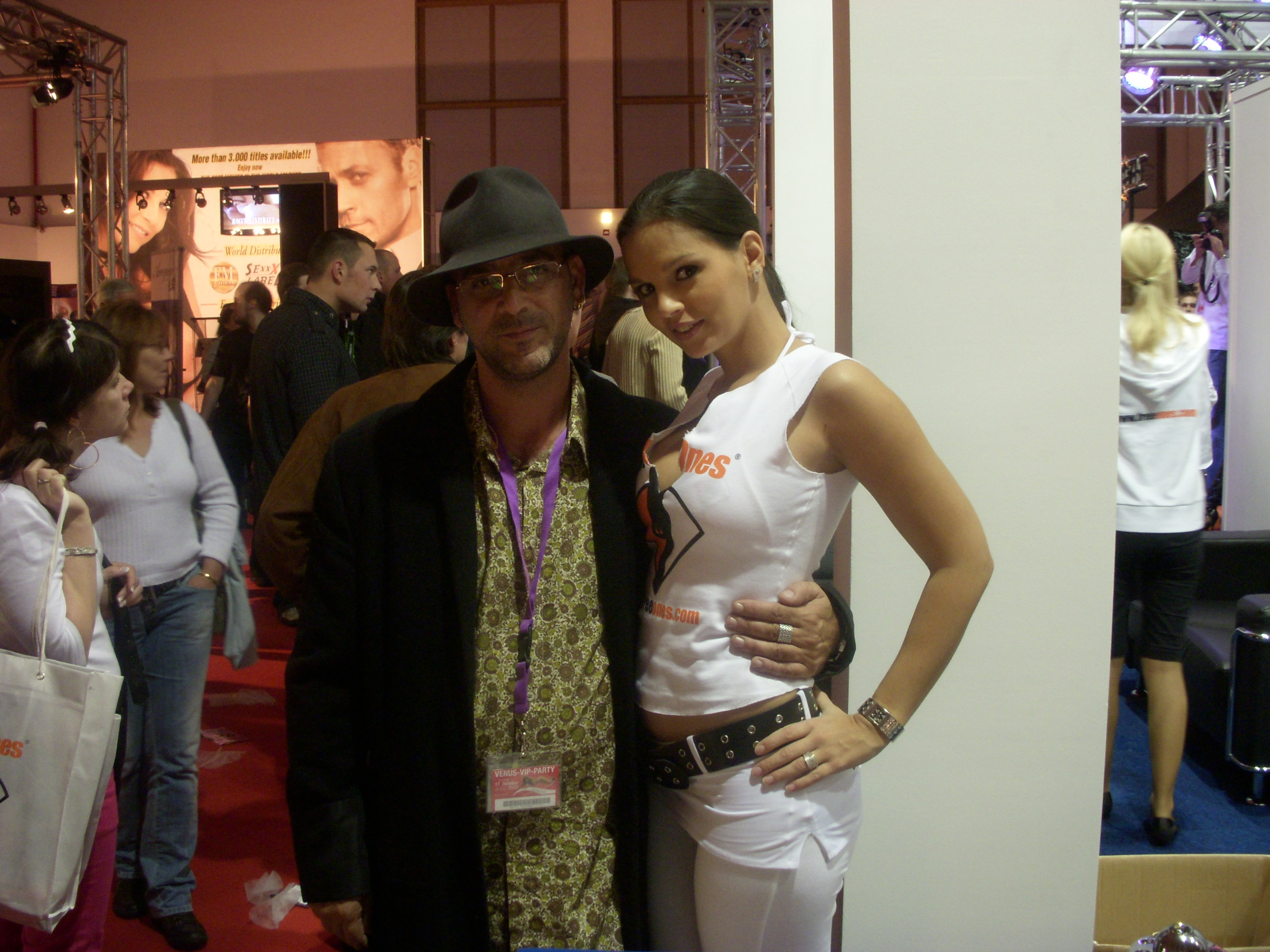
Eve Angel en Venus Berlín 2009.

 Durante su carrera en la pornografía, Eve Angel trabajó para algunos de los directores, productores y fotógrafos más destacados del cine pornográfico europeo, como Andrew Youngman, Denys Defrancesco, John Walton y Viv Thomas. Eve también trabajó junto a reconocidas estrellas porno femeninas, la mayoría de ellas de origen europeo, como Blue Angel, Cameron Cruz, Monica Sweet, Peaches, Sandra Shine, Sandy, Sophie Moone, Zafira, entre otras. Además, también fue modelo de portada para varias revistas eróticas de Europa y Estados Unidos. Eve Angel dejó de colaborar con su antigua página oficial tras varios años de funcionamiento, y en 2009 el sitio web DDFCash lanzó el nuevo sitio web oficial de Eve Angel, en donde la actriz rodó contenido nuevo y exclusivo. Después de su retiro de la industria pornográfica, Eve realizó algunas escenas y apariciones cortas en las nuevas producciones de Viv Thomas.

### Cine convencional
Eve Angel ha tenido participaciones breves en el cine convencional y en series de televisión. Apareció en la película española Yo, Puta (2004), en donde puede verse haciendo parte de una sesión de fotos de un casting porno. Otra aparición fue en la película de suspenso 8mm 2 (2005) interpretando a una prostituta, seguido de otra aparición en la película americana Cat Run (2011), interpretando también a una prostituta, y obtuvo un papel secundario en la película húngara de comedia negra titulada Heavenly Shift (2013), en donde interpreta a una peluquera de nombre Sziszi.

### Televisión
Eve tuvo dos apariciones en la serie de televisión Strike Back, en el episodio número 8 de la segunda temporada en 2011, y en el episodio número 6 de la cuarta temporada en 2013, en ambos episodios interpretó nuevamente a una prostituta. Eve realizó la mayoría de estas breves apariciones desnuda.

## Filmografía
| Título                                 | Año  | Acreditada | Estudio            | Director(es)                 |
| -------------------------------------- | ---- | ---------- | ------------------ | ---------------------------- |
| School For Sex – Sex U                 | 2001 | Severine   | Hollywood Video    | Laetitia                     |
| Private Castings X 31: Hot Sylvia      | 2001 | Severine   | Private            | Pierre Woodman               |
| Hustler XXX 9                          | 2001 | Severine   | Hustler Video      | Pierre Woodman               |
| Anal Intensive                         | 2002 | Severine   | Hustler Video      | Pierre Woodman               |
| Hustler Platinum 4: Arsenic - part one | 2002 | Sevrine    | Hustler Video      | Pierre Woodman               |
| Private Gold 57: Big Member            | 2002 | Seurine    | Private            | Antonio Adamo                |
| Eighteen 'N Interracial 4              | 2002 | Servine    | T.T.B. Productions | T. T. Boy                    |
| Orgy World 3: The Next Level!          | 2002 | Servine    | T.T.B. Productions | T. T. Boy                    |
| Sex, Wives & Videotape                 | 2002 | Katie      | Viv Thomas         | Viv Thomas                   |
| Bubblegum Babes 5                      | 2003 | Katie      | Viv Thomas         | Viv Thomas                   |
| Sandy's Girls 2                        | 2003 | Eve        | 21Sextury Video    | Andrew Youngman              |
| Private Reality 19: Beds of Sin        | 2003 | Eve        | Private            | Andrew Youngman, John Walton |
| Mr. Beaver Checks In 17                | 2003 | Eve        | Hustler Video      | Frank Thring                 |
| Pick Up Babes 8                        | 2003 | Eve        | Silverstone        | Tom Stone                    |
| North Pole 40                          | 2003 | Eve        | Northstar          | Peter North                  |
| Junior College Girls                   | 2003 | Eva        | Cinema Play        | Antonio Rey                  |
| Nakadashi Special 11: Eva and Monica   | 2003 | Eva        | Momotaro           | Buddha Sato                  |
| Pleasures of the Flesh 7               | 2003 | Sevrine    | DDF Productions    | Anthony Andrew               |

| Título         | Año  | Papel             | Director       | Notas                                         |
| -------------- | ---- | ----------------- | -------------- | --------------------------------------------- |
| Yo Puta        | 2004 | Actriz porno      | María Lidón    | Aparición en sesión de fotos de casting porno |
| 8mm 2          | 2005 | Prostituta        | J. S. Cardone  | Cameo                                         |
| Cat Run        | 2011 | Prostituta        | John Stockwell | Cameo                                         |
| Heavenly Shift | 2013 | Sziszi, peluquera | Márk Bodzsár   | Papel secundario                              |

| Título      | Año  | Papel      | Canal                       | Notas                                   |
| ----------- | ---- | ---------- | --------------------------- | --------------------------------------- |
| Strike Back | 2011 | Prostituta | Sky One (UK) / Cinemax (US) | Temporada 2: Project Dawn, episodio 8   |
| Strike Back | 2013 | Prostituta | Sky One (UK) / Cinemax (US) | Temporada 4: Shadow Warfare, episodio 6 |

## Premios y nominaciones
| Año  | Premio             | Resultado | Categoría                                        | Trabajo              |
| ---- | ------------------ | --------- | ------------------------------------------------ | -------------------- |
| 2005 | Premios P.A.B.     | Ganadora  | Mejor actriz de cine lésbico                     | —                    |
| 2006 | Premios Viv Thomas | Ganadora  | Mejor escena lésbica                             | —                    |
| 2007 | Premios Viv Thomas | Nominada  | Nena del año                                     | —                    |
| 2007 | Premios Viv Thomas | Nominada  | Mejor intérprete lésbica                         | —                    |
| 2008 | Premios Viv Thomas | Ganadora  | Mejor intérprete lésbica                         | —                    |
| 2008 | Premios Viv Thomas | Nominada  | Mejor modelo colaboradora en el foro             | —                    |
| 2009 | Premios AVN        | Ganadora  | Artista femenina extranjera del año              | —                    |
| 2009 | Premios AVN        | Nominada  | Mejor escena de sexo de chicas en pareja         | Inside Peaches       |
| 2010 | Premios Viv Thomas | Nominada  | Nena del año                                     | —                    |
| 2011 | Premios Galaxy     | Nominada  | Prenominados de Europa: Mejor diseño web         | eveangelofficial.com |
| 2011 | Premios Galaxy     | Nominada  | Prenominados de Europa: Mejor sitio web personal | eveangelofficial.com |
| 2012 | Premios Galaxy     | Nominada  | Prenominados de Europa: Mejor sitio web personal | eveangel.com         |
| 2014 | Miss FreeOnes      | Nominada  | Mejor MILF                                       | —                    |
| 2014 | Miss FreeOnes      | Nominada  | Miss FreeOnes                                    | —                    |
| 2014 | Premios DDF        | Nominada  | Diosa sexual del glamour                         | —                    |
| 2015 | Premios DDF        | Nominada  | Diosa sexual del glamour                         | —                    |